# 一道彩虹
《一道彩虹》是中國電視公司於1978年7月9日－1980年5月4日播出的星期日大型綜藝節目，主持人鳳飛飛，製作人林鴻明、蔡有信、晏光前，導播梁昆傑、白國嘉、何錟光、王柏元，助理導播白汝珊。

## 概要
《一道彩虹》與《你愛周末》同樣在台北市天祥路豪華酒店錄影，林家慶率領中視大樂隊現場伴奏，許不了與方正擔任固定班底兼助理主持人。《一道彩虹》保留了《你愛周末》最受歡迎的單元，還動用大型戶外轉播車（OB車）錄製以鳳飛飛歌唱為主的外景單元〈假日風情畫〉。前期主題曲〈彩虹的夢〉由莊奴作詞、欣逸作曲、鳳飛飛主唱，欣逸是歌林公司音樂出版部製作組職員蔡信義的筆名。後期主題曲〈彩虹的呼喚〉由莊奴作詞、欣逸作曲、鳳飛飛主唱。每集收播前，鳳飛飛會邊唱歌邊與觀眾握手道別。
1979年6月3日，《電視綜合週刊》報導，《一道彩虹》導播梁昆傑正式向中視導播組請辭，鳳飛飛表示，要換誰來接任導播，她聽從中視的安排、沒有任何意見。早在1979年1月鳳飛飛尚未復出之時，中視節目部已經在為《一道彩虹》的導播人選傷腦筋；《一道彩虹》確定換導播以後，中視節目部經理王世正宣布，將是一位現場指導升任導播，只是他是專門做戲劇節目的現場指導。經過兩星期的會商，中視節目部決定，白國嘉、何錟光、王柏元共同擔任《一道彩虹》導播，意思是想以資深的白國嘉來帶兩位新導播；等到何錟光與王柏元真能進入狀況以後，白國嘉是否續任導播，將另作決定。對於立法委員魏佩蘭所稱《一道彩虹》有「胡鬧、沒有內涵」的片段播出，中視節目部表示，以後將嚴格檢查管理。
1979年10月31日，中視出版部發行中視10周年台慶紀念黑膠唱片《中視十年紀念》，其全彩印刷的歌詞本封底右下角印有中視大樂隊在《一道彩虹》伴奏的照片。
1980年3月，鳳飛飛與中視合約期滿，鳳飛飛與趙宏琦於英屬香港登記結婚，鳳飛飛離開《一道彩虹》，《一道彩虹》改由中視群星輪流主持並改名為《新一道彩虹》。由於《一道彩虹》製作內容始終不能突破現狀，在中華電視台綜藝節目《綜藝100》開播後，《一道彩虹》呈現劣勢而停播。1980年5月11日，中視單元劇《緊急行動》開播，接檔《一道彩虹》，製作人顧英德，主演李建平、包翠英，是臺灣電視史上首部在星期日黃金時段播映的單元劇。
2008年中視八點檔連續劇《光陰的故事》第21集，以戲劇模擬的方式來呈現中視綜藝節目《六燈獎》錄影現場，劇中《六燈獎》錄影現場的中視大樂隊座位擋板是使用《一道彩虹》使用過的同款擋板。
2015年12月25日，凌峰說：「我跟中視淵源很深。像之前當初鳳飛飛的《一道彩虹》等等，我也是在中視做節目時得到獎。」

## 單元
〈彩虹合唱團〉
短劇單元，由24人組成合唱團，鳳飛飛擔任指導老師，張菲、倪敏然、梁二等人擔任團員。團員一律穿著有彩虹圖案的白色制服、頭戴白帽、手拿印有中視RGB三色商標的白色譜夾。
2012年2月13日，非凡新聞台節目《台灣真善美》播出專題〈鳳飛飛癌逝〉，徐風說，本單元是取自日本TBS電視台綜藝節目《八點全員集合》。
〈你猜我是誰〉
訪談單元，每集在舞台中央擺放一張被單色不透明紙遮蓋臉部的該集來賓照片，鳳飛飛帶領觀眾來猜該集來賓是誰，揭曉答案後該集來賓上台接受鳳飛飛訪問。
〈假日風情畫〉
動用大型OB車錄製的外景單元，以鳳飛飛歌唱為主。

## 外部連結
- 鳳飛飛綜藝節目（页面存档备份，存于）
- 《一道彩虹》第一集開播（页面存档备份，存于）

| 臺灣中國電視公司 星期日20:00～21：30（後改成星期日20:00～21：00） | 臺灣中國電視公司 星期日20:00～21：30（後改成星期日20:00～21：00） | 臺灣中國電視公司 星期日20:00～21：30（後改成星期日20:00～21：00） |
| ----------------------------------------------------------------- | ----------------------------------------------------------------- | ----------------------------------------------------------------- |
|                                                                   | 一道彩虹 （1978年7月9日 - 1980年5月4日）                          |                                                                   |
| 每日一星（更改時段至停播）                                        | 緊急行動                                                          |                                                                   |